# Molineria
Molineria é um género de plantas com flor pertencente à família das Hypoxidaceae, que inclui 7 espécies de plantas perenes, herbáceas, tuberosas ou rizomatosas, oriundas da Ásia (desde a China, Himalaia e Nepal até à Índia e Sri Lanka).

## Taxonomia
O género foi descrito por Luigi Aloysius Colla e publicado em 1826 nas Memorie della Reale Accademia delle Scienze di Torino (Hortus Ripul., n.º 31, App. 2: 331).. A espécie tipo é Molineria plicata Colla
O género, na sua presente circunscrição taxonómica, inclui as seguintes espécies:
- Molineria capitulata (Lour.) Herb., Amaryllidaceae: 84 (1837). Ásia tropical e subtropical até ao nordeste de Queensland.
- Molineria crassifolia Baker, J. Linn. Soc., Bot. 17: 121 (1878). Nepal e China (Yunnan).
- Molineria gracilis Kurz, Ann. Mus. Bot. Lugduno-Batavi 4: 177 (1869). Nepal e sul da China.
- Molineria latifolia (Dryand. ex W.T.Aiton) Herb. ex Kurz, Tijdschr. Ned.-Indië 27: 232 (1864). China (Cantão) até à Malásia.
  - Molineria latifolia var. latifolia. China (Cantão) até à Malasia.
  - Molineria latifolia var. megacarpa (Ridl.) I.M.Turner, Novon 6: 222 (1996). Tailândia até à Malásia.
- Molineria oligantha C.E.C.Fisch., Bull. Misc. Inform. Kew 1932: 349 (1932). Assam.
- Molineria prainiana Deb, Bull. Bot. Surv. India 6: 77 (1965). Leste dos Himalaia até Assam.
- Molineria trichocarpa (Wight) N.P.Balakr., J. Bombay Nat. Hist. Soc. 63: 330 (1967). Sul da India e Sri Lanka.